# Chasty Ballesteros
Chasty Rose Ballesteros (3 de enero de 1981 en Vancouver, Columbia Británica) es una actriz canadiense de ascendencia filipina conocida por sus papeles en las series de televisión Smallville, Supernatural, Psych, Sanctuary, Ray Donovan, The Ranch, Sons of Anarchy,How I Met Your Mother y The Big Bang Theory. En cine ha realizado actuaciones en películas como Final Destination 5, Malibu Horror Story y La momia.
Criada en Winnipeg, Ballesteros se trasladó a Vancouver al terminar sus estudios para iniciar una carrera como modelo y actriz.

## Filmografía

### Cine
| Año  | Título                             | Rol                   | Notas                    |
| ---- | ---------------------------------- | --------------------- | ------------------------ |
| 2009 | Encounter with Danger              | Britt                 | Película para televisión |
| 2010 | Guido Superstar: The Rise of Guido | Chastity Divine       |                          |
| 2011 | Final Destination 5                | Recepcionista del spa |                          |
| 2012 | Three of a Kind                    | Keri                  | Cortometraje             |
| 2012 | The Movie Out Here                 | Chica                 |                          |
| 2013 | Not Another Celebrity Movie        | Mujer asiática        |                          |
| 2013 | Casting Couch                      | Kimmy                 |                          |
| 2013 | Bounty Killer                      | Korah                 |                          |
| 2013 | The Internship                     | Bailarina exótica     |                          |
| 2013 | Cavemen                            | Monique               |                          |
| 2014 | Chicks Dig Gay Guys                | Chica gótica          |                          |
| 2014 | Neighbors                          | Alecia                |                          |
| 2014 | American Dream: The True Story     | Abigail               | Cortometraje             |
| 2014 | Think Like a Man Too               | Leikula               |                          |
| 2014 | 10.0 Earthquake                    | Cindy                 |                          |
| 2014 | Girl House                         | Janet                 |                          |
| 2014 | Malibu Horror Story                | Michelle              |                          |
| 2014 | The Night Crew                     | Mae                   |                          |
| 2014 | The Grounds                        | Krystal               |                          |
| 2015 | The Funhouse Massacre              | Christina             |                          |
| 2015 | Hot Bot                            | Sophia                |                          |
| 2015 | For All Eyes Always                | Fei Song              |                          |
| 2016 | Vigilante Diaries                  | Raven                 |                          |
| 2017 | La momia                           | Kira Lee              |                          |

### Televisión
| 2019 | The Big Bang Theory | Karen | La Valoración de La Conferencia | Temporada 12 |